# Keith Emerson
Keith Noel Emerson (Todmorden, 2 novembre 1944 – Santa Monica, 11 marzo 2016) è stato un tastierista, pianista, organista e compositore britannico.
È principalmente noto per essere stato il leader dei gruppi di rock progressivo The Nice ed Emerson, Lake & Palmer.
Si distinse nell'uso innovativo dell'organo Hammond ed in particolare dei sintetizzatori Moog; nel 2014 fu inserito nella Hammond Organ Hall of Fame assieme ai più grandi virtuosi dello strumento
. È considerato uno dei più influenti musicisti della scena progressive, ed è spesso stato definito il più importante e talentuoso tastierista della storia del rock.

## Biografia
Nato nella cittadina inglese di Todmorden, nello Yorkshire, dove la famiglia si era spostata per evitare i bombardamenti tedeschi, Emerson da bambino ritornò con la famiglia a Worthing, Sussex, dove crebbe e iniziò a sviluppare la propria passione per il pianoforte.

### Prime esperienze e primi gruppi
Le sue prime composizioni pianistiche nacquero dall'ascolto delle big band americane e dal forte interesse verso Johann Sebastian Bach, Sergej Prokof'ev, Dave Brubeck e Art Tatum.
Già in prima adolescenza mise in evidenza il suo talento con un trio jazz che si ispirava al jazz americano di matrice nera; successivamente acquisì popolarità nei suoi primi gruppi ufficiali, i T-Bones di Gary Farr e successivamente The V.I.P.'s. A un concerto con i V.I.P.'s si riferisce un noto aneddoto per il quale durante la performance si scatenò una rissa fra il pubblico; incitato dai colleghi della band a non smettere di suonare, Emerson produsse con l'organo Hammond dei suoni simili a esplosioni e a raffiche di mitragliatrice, che immediatamente placarono i belligeranti.
Emerson giunse alla notorietà come organista e pianista dei Nice a partire dal maggio del 1967. Il gruppo fu formato da Emerson come band di supporto su incarico della cantante P. P. Arnold, con la condizione che la band riservasse per i propri brani originali la prima parte dello spettacolo. La band, che iniziò a lavorare autonomamente alla fine dell'estate del 1967, amava mescolare il rock con la musica classica senza disdegnare incursioni nel jazz, utilizzando sonorità tipiche dell'organo Hammond e aggiungendo forti elementi psichedelici; caratteristiche che a posteriori possono far considerare i Nice come uno dei primi gruppi progressive rock al mondo. Fu anche e soprattutto grazie alla reinterpretazione iconoclasta del brano America tratto dall'opera West Side Story di Leonard Bernstein che i Nice attirarono l'attenzione dei media.
Grazie al suo virtuosismo, al suo stile ecclettico e alle esibizioni viscerali in cui accoltellava, cavalcava e faceva urlare l'Hammond, la fama di Emerson superò ben presto quella della band. Emerson decise di cercare nuovi musicisti per portare ad ulteriore maturazione ed evoluzione le sue idee musicali. Dopo 3 album realizzati in studio e due album live (il quinto, Elegy, è postumo), nella primavera del 1970 i Nice si sciolsero. La PolyGram qualche anno dopo lo scioglimento del gruppo pubblicò una raccolta con il titolo Keith Emerson with the Nice, comprendente gli ultimi due album con i brani in ordine diverso.

### Emerson Lake & Palmer

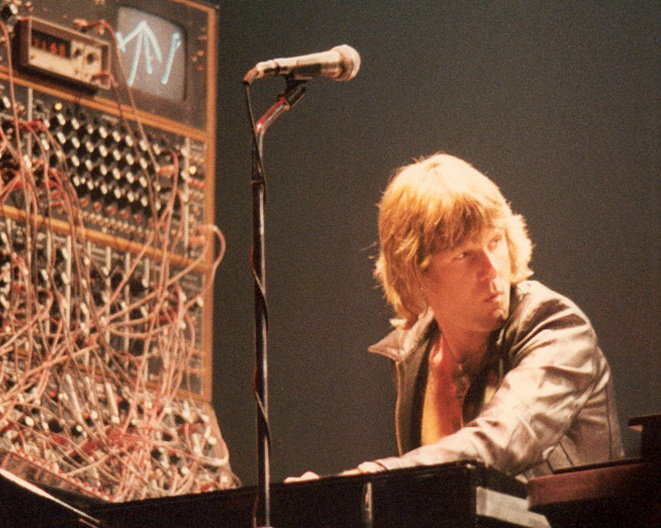
Keith Emerson al moog negli anni settanta

Emerson fondò quindi un nuovo gruppo con altri due musicisti che già godevano di una certa fama: Greg Lake (chitarrista-cantante-bassista), proveniente dai King Crimson di Robert Fripp, e Carl Palmer (batteria-percussioni), proveniente dagli Atomic Rooster di Vincent Crane.
Nacquero così gli Emerson, Lake & Palmer, che divennero uno dei più significativi gruppi di rock progressivo degli anni settanta. Unitisi nel mese di maggio, ad agosto già si esibivano insieme al Festival dell'Isola di Wight.
Esordirono discograficamente con l'omonimo Emerson, Lake & Palmer, fondamentalmente diviso in due parti: una incentrata soprattutto sulle composizioni classicheggianti di Emerson, come The Three Fates, e l'altra dove sono più evidenti i contributi degli altri componenti, in brani come Tank e Lucky Man. Fondamentale è l'uso dell'organo Hammond C3. A partire dal secondo album, Tarkus, Emerson ampliò il proprio parco tastiere elettroniche, tra cui il sintetizzatore monofonico modulare MOOG III C realizzato dall'ingegnere elettronico statunitense Robert Moog, sviluppando contemporaneamente una presenza scenica notevole. Emerson fu il primo musicista a portare in tour un Moog, strumento a quel tempo utilizzato più che altro in studio.
Sul palco Emerson si lanciava in esibizioni viscerali ispirate allo stile di Jimi Hendrix; durante il bis, senza smettere di suonare egli si gettava a terra tirandosi l'Hammond L100 sulla pancia e suonandolo al contrario, oppure infilava coltelli tra i tasti per produrre dei droni. Nel 1971 venne rilasciato l'album live Pictures at an Exhibition reinterpretazione in chiave rock progressive della omonima composizione pianistica di Musorgskij. Questo LP, contenente anche citazioni de Lo schiaccianoci di Čajkovskij, faceva emergere le origini classiche di Emerson, che fin da bambino si cimentava con successo nell'esecuzione di pezzi classici.

### I primi successi da solista
Dopo altri 5 album in studio (Trilogy, Brain Salad Surgery, Works Volume 1, Works Volume 2, Love Beach) e dopo aver collezionato numerosi riconoscimenti internazionali, verso la fine degli anni settanta il gruppo si sciolse ed Emerson si lanciò in una carriera solista che lo portò, tra l'altro, a comporre colonne sonore. La più celebre è quella del film Inferno (1980) di Dario Argento. Già ai tempi di ELP, Emerson aveva realizzato due singoli di successo reinterpretando Honky Tonk: Honky Tonk Train Blues, del pianista statunitense Meade "Lux" Lewis, e Maple Leaf Rag, inciso nei primi del Novecento da Scott Joplin. Sia il primo che il secondo, ribattezzato per l'occasione Odeon Rag, devono il loro successo in Italia anche al fatto di essere stati le sigle del programma televisivo Odeon. Tutto quanto fa spettacolo. Nel 1976 Emerson fu ospite di Oscar Peterson nell'omonimo show televisivo; egli duettò con il celebre pianista jazz sulle note di Honky Tonk Train Blues

### Tentativi di riunione con gli ex compagni
Durante gli anni ottanta Emerson si riavvicinò agli altri due membri di ELP. Il primo progetto, con Greg Lake e il batterista hard rock Cozy Powell, (formando un gruppo che intenzionalmente i tre chiamarono Emerson, Lake & Powell, portando alla "risurrezione" della sigla ELP) portò ad un album in pieno filone progressive nel 1986 e ad un tour negli Stati Uniti. Il secondo, chiamato Three, col polistrumentista statunitense Robert Berry e Carl Palmer, portò alla realizzazione di un album invece orientato al pop, che ebbe scarso successo di vendita nonostante un tour con tutti sold-out nel Nord America.

### La ricostituzione di Emerson, Lake & Palmer

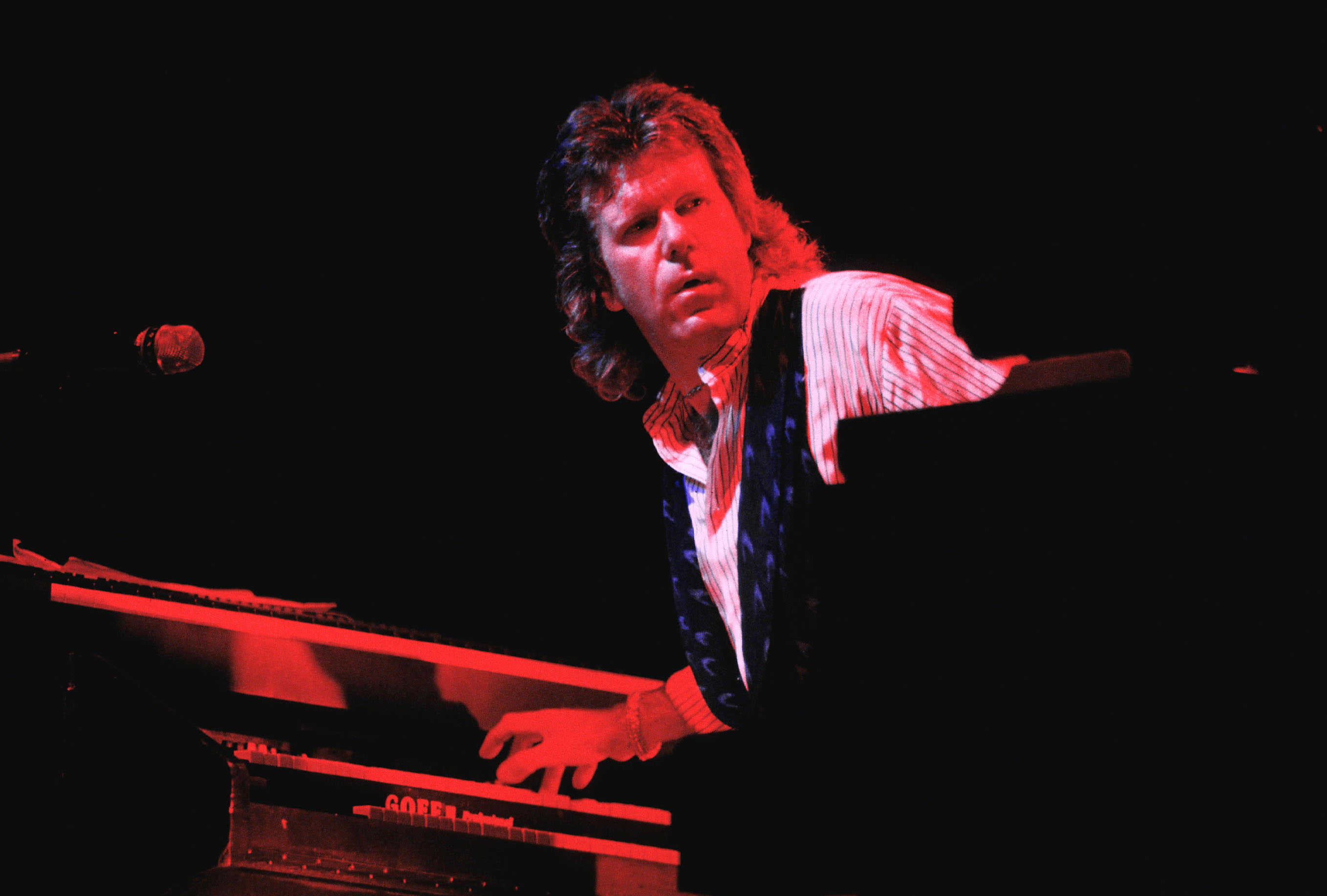
La reunion, nel 1992

Durante il 1991 i tre membri di ELP si riunirono, avendo inizialmente in programma la scrittura di una colonna sonora. I buoni risultati delle session in studio li portarono invece alla realizzazione di un album, Black Moon, e ad un tour mondiale che durò, con ottimo successo, dall'estate del 1992 alla primavera del 1993. Nel 1994 pubblicarono un altro album, In the Hot Seat.
Durante la metà degli anni novanta, Keith Emerson ebbe un periodo di profonda crisi, iniziata con la separazione dalla moglie. Emerson viveva in una casa, di sua proprietà, precedentemente abitata da J. M. Barrie, il creatore del personaggio di Peter Pan. Al momento del divorzio, la moglie ricevette tutta la proprietà e tutti i fondi dal matrimonio, stimati attorno a 10 milioni di sterline. A seguito di ciò Emerson si spostò negli Stati Uniti, ospite del suo amico e tecnico delle tastiere Will Alexander, al quale rimarrà affezionato negli anni a seguire. Successivamente Emerson condivise la sua vita privata con Mari Kawaguchi. Nello stesso periodo gli fu riscontrata una malattia al braccio destro (compressione del nervo ulnare) che per un certo periodo gli rese difficile, se non quasi impossibile, l'utilizzo dell'arto. L'operazione chirurgica cui si sottopose nel 1994 andò parzialmente a buon fine e nel 1996, una volta ripresosi, il tastierista ritornò dal vivo con ELP, incluso un tour di successo negli USA condiviso con i Jethro Tull. Successivamente, nel 1997, ci fu un altro tour mondiale. Quello del 1998, nel quale condivisero gli spettacoli con Dream Theater e Deep Purple, fu l'ultimo, gli ELP si sciolsero. L'ultima reunion dal vivo avvenne nel 2010, al Victoria Park di Londra, nella giornata del 25 luglio dell'High Voltage Festival.

### Dal 2000 al 2016
Nel 2002 pubblica un disco solista, suonato unicamente al pianoforte. Emerson Plays Emerson, fa conoscere al pubblico il lato più introspettivo dell'artista inglese, che in questo disco appare più riflessivo e intimo.
Nel 2004 Emerson compone la maggior parte delle musiche che si possono ascoltare nel film giapponese Godzilla: Final Wars. Sempre nello stesso anno viene data alle stampe la sua autobiografia ufficiale Pictures of an Exhibitionist. Il film documentario Pictures of an Exhibitionist basato sul volume è in postproduzione dal 2014.
Nel settembre 2008 (nel mese di agosto in Giappone in anteprima) esce il suo nuovo album solista, Keith Emerson Band featuring Marc Bonilla, il primo con un gruppo dopo lo scioglimento degli ELP. Segue un tour mondiale in cui però si evidenzia un peggioramento delle condizioni della mano destra di Keith, che ha perso quasi del tutto la sensibilità sulle ultime due dita.
Nel 2010 era previsto un tour mondiale (Stati Uniti, Giappone ed Europa) con il vecchio compagno Greg Lake, nel quale sarebbero stati impegnati a ricordare le proprie carriere. Il tour è però stato interrotto a causa di un improvviso ricovero, per la necessità di Emerson di sottoporsi ad una serie di interventi chirurgici per la rimozione di un polipo al colon discendente. Nel 2014 è uscito un album della rinata etichetta Manticore che contiene una delle esibizioni live del duo negli USA: Live from Manticore Hall.
Nel settembre del 2011 Emerson avvia una collaborazione con il noto direttore d'orchestra Terje Mikkelsen e la Munich Radio Orchestra per una reinterpretazione in chiave orchestrale e sinfonica delle composizioni degli ELP e della Keith Emerson Band. Il risultato è l'album Three Fates pubblicato nel 2012.

### La tragica morte
Durante la notte tra il 10 e l'11 marzo 2016, all'età di 71 anni, Emerson si uccise nella sua casa di Santa Monica presso Los Angeles, con un colpo alla testa; soffriva di depressione a causa della malattia alla mano destra, che ormai lo obbligava a suonare la tastiera con otto dita, e con una prognosi di ulteriore peggioramento. Il medico legale stabilì la morte per suicidio, e concluse che Keith aveva sofferto anche di mal di cuore e di depressione associata all'assunzione di alcolici. Come dichiarato dalla sua fidanzata Mari Kawaguchi, Emerson era diventato negli ultimi tempi "depresso, nervoso e ansioso" perché il danno ai nervi aveva severamente limitato il suo modo di suonare; era preoccupato che le sue performance nei concerti già in agenda in Giappone potessero risultare troppo povere e non all'altezza del suo nome, così da deludere i fan.

### Vita privata
Emerson possedeva una licenza di volo e amava guidare motociclette. Ebbe due figli, Aaron (anch'egli musicista) e Damon (un grafico).

## Discografia

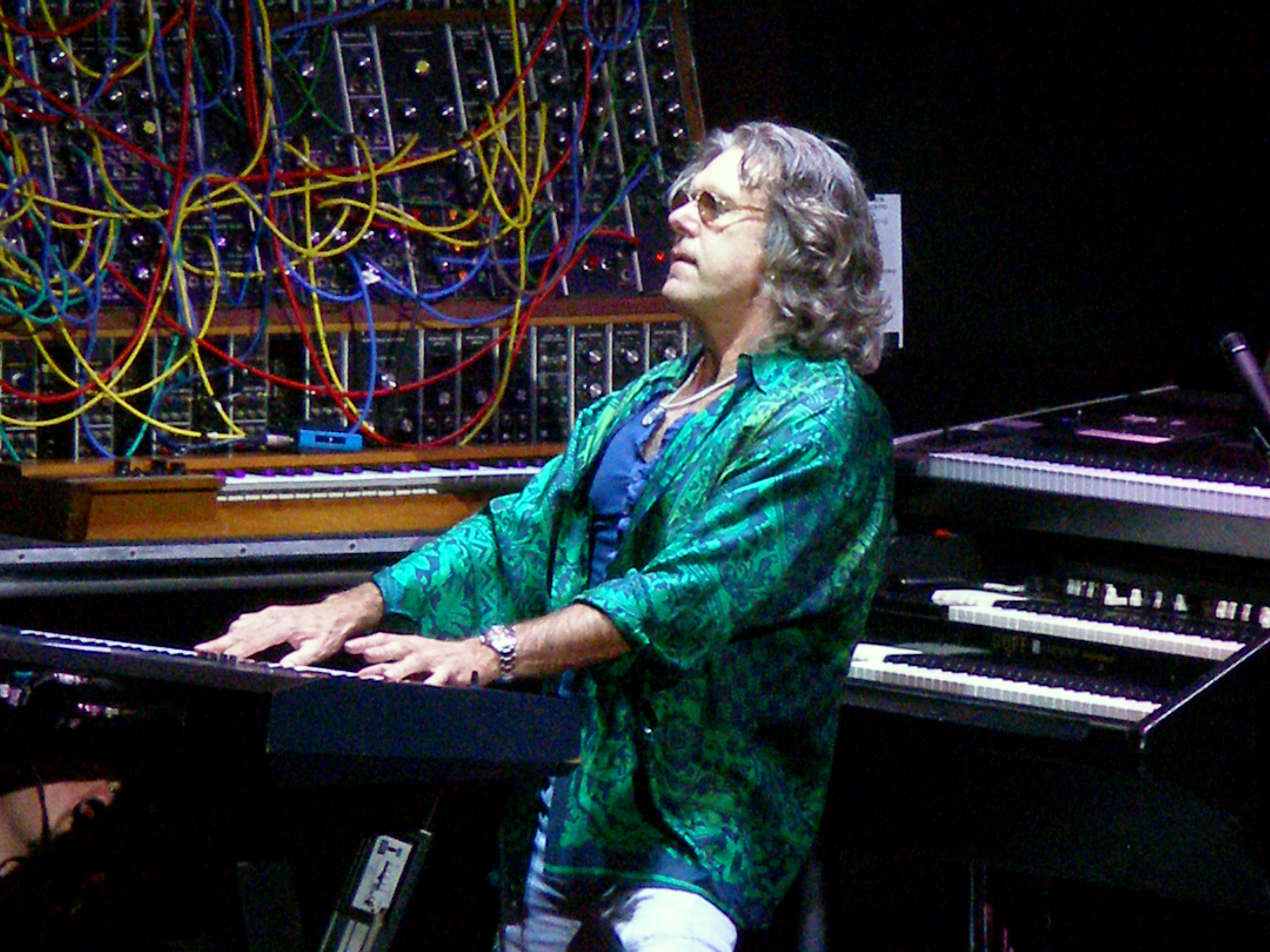
Keith Emerson in concerto al NEARfest del 2006.

### Con i Nice
- 1968 – The Thoughts of Emerlist Davjack
- 1968 – Ars Longa Vita Brevis
- 1969 – Nice
- 1970 – Five bridges
- 1971 – Elegy
- 1972 – Autumn '67 - Spring '68
- 1996 – America (The BBC Sessions)
- 2001 – The Swedish Radio Sessions
- 2002 – BBC Sessions
- 2003 – Vivacitas
- 2009 – Live At The Fillmore East December 1969

### Con Emerson, Lake & Palmer
- 1970 – Emerson Lake & Palmer
- 1971 – Tarkus
- 1971 – Pictures at an Exhibition
- 1972 – Trilogy
- 1973 – Brain Salad Surgery
- 1974 – Welcome Back, My Friends, to the Show That Never Ends - Ladies and Gentlemen Emerson, Lake & Palmer
- 1977 – Works Volume 1
- 1977 – Works Volume 2
- 1978 – Love Beach
- 1979 – In Concert
- 1992 – Black Moon
- 1993 – Works Live
- 1993 – Live at the Royal Albert Hall
- 1993 – The Return of the Manticore
- 1994 – In the Hot Seat
- 1997 – Live at the Isle of Wight Festival 1970
- 1997 – King Biscuit Flower Hour
- 1997 – Live in Poland
- 1998 – Then & Now
- 2001 – The Original Bootleg Series From The Manticore Vaults Vol. One
- 2001 – The Original Bootleg Series From The Manticore Vaults Vol. Two
- 2002 – The Original Bootleg Series From The Manticore Vaults Vol. Three
- 2010 – High Voltage Festival
- 2010 – A Time And A Place
- 2011 – Live At The Mar Y Sol Festival (Puerto Rico '72)
- 2011 – Live At Nassau Coliseum '78
- 2012 – Live In California 1974
- 2013 – Live In Montreal 1977
- 2015 – Once Upon A Time In South America
- 2017 – Fanfare 1970 - 1997
- 2021 – Out Of This World: Live (1970-1997)

### Con Emerson, Lake & Powell
- 1986 – Emerson, Lake & Powell
- 2003 – Live In Concert
- 2003 – The Sprocket Sessions

### Con 3 (Emerson, Berry and Palmer)
- 1988 – To the Power of Three
- 2015 – Live Boston '88
- 2017 – Live - Rockin’ The Ritz

### Come solista
- 1980 – Inferno
- 1981 – Nighthawks
- 1981 – Honky (Bubble Record, BLU 19608)
- 1984 – Murderock uccide a passo di danza (Bubble Record, BLULP 1819)
- 1988 – The Christmas Album
- 1989 – La chiesa
- 1995 – Changing States (AMP Records, AMP-CD026)
- 2002 – Emerson plays Emerson
- 2002 – Iron Man vol.1
- 2004 – Gojira - Final Wars
- 2005 – Boys Club (Live From California) con Glenn Hughes, Marc Bonilla
- 2005 – Hammer it out
- 2006 – Off The Shelf
- 2008 – Keith Emerson Band featuring Marc Bonilla
- 2012 – Three Fates - Keith Emerson, Marc Bonilla, Terje Mikkelsen (Edel Records)
- 2014 – Live From Manticore Hall con Greg Lake
- 2018 – Beyond the Stars

### Brani di Keith Emerson pubblicati solo in dischi di artisti vari
- 1983 - My Name Is Rain nel disco VV.AA. Songs For a Modern Church.
- 1992 - Katoh-San nel disco VV.AA. The Best Of The 01/W.
- 1995 - It Goes Without Saying nel disco VV.AA. Free Wave Jam.

### Partecipazioni a progetti, tributi o dischi di altri artisti
- 1967 - Come Home Baby per un disco di P.P.Arnold e Rod Stewart poi non pubblicato. Il brano comparirà successivamente in diverse antologie dedicate a Rod Stewart.
- 1967 - alcuni brani nel disco The First Lady Of Immediate di P.P.Arnold, pubblicato nel 1968, tra cui Treat Me Like A Lady, Am I Still Dreaming? e, forse, Though It Hurts Me Badly.
- 1969 - Freedom Jazz Dance, Mother Nature Son, On The Rebound nel disco VV.AA. Music From The Free Creek, pubblicato su etichetta Charisma nel 1973.
- 1969 - I Wouldn't Ever Change A Thing nel disco The Rod Stewart Album, anche noto come An Old Raincoat Won't Ever Let You Down, di Rod Stewart.
- 1989 - Smoke On The Water, singolo di beneficenza per il progetto denominato Rock Aid Armenia.
- 1996 - Living In The Past nel disco To Cry You A Song, tributo ai Jethro Tull.
- 1996 - The Barrow Man nel disco Turn Of The Wheel dei Tempest.
- 1996 - Playing in the Rain nel disco The Hex Is On... And Then Some del gruppo Witch, pubblicato nel 2011.
- 2004 - My Love nel singolo di Cottek feat. Izabela Kopec.
- 2004 - In The Flesh pt.1, In The Flesh pt.2, Waiting For The Worms nel disco tributo ai Pink Floyd denominato Back Against The Wall pubblicato nel 2005.
- 2007 - Black Dog nel disco The Ultimate Tribute To Led Zeppelin pubblicato nel 2008.
- 2007 - I'm A Man nel disco Full Circle dei CTA.
- 2009 - Heavy Duty nel disco Back From The Dead degli Spinal Tap.
- 2014 - Intro (People Are Strange) nel disco Light My Fire A Classic Rock Salute To The Doors uscito nel 2014.
- 2013 - Progressive Waves nel disco The Theory Of Everything di Ayreon.
- 2014 - Crossing Of Fates nel disco New World (deluxe edition) di Dave Kerzner.

## Improvvisazioni e brani basati su opere di altri compositori
La produzione musicale di Emerson si contraddistingue per l'originale e pionieristica fusione di rock, musica classica o assoluta e jazz. Gli innesti, le reinterpretazioni e le citazioni di opere di altri compositori nei dischi e nei live dei Nice e degli ELP danno forma ad un inedito collage sonoro che trascende i generi e si configurano come sinceri omaggi alle fonti di ispirazione della sua musica e carriera; inoltre hanno contribuito a divulgare la musica classica e il jazz fra la vasta ed eterogenea schiera di appassionati del rock. È tipico della musica d'improvvisazione, come il jazz, attingere alle armonie classiche e reinventarle in chiave moderna, come pure inserire all'interno di brani originali estratti di composizioni altrui. La capacità di mixare creativamente all'interno di un brano originale citazioni di altre composizioni viene vista nella musica jazz come una dimostrazione delle grandi doti d'improvvisazione del musicista. Ad esempio, in alcune esibizioni live Emerson durante il solo di organo di Tarkus (Stone of Years) cita 'Round Midnight di Thelonius Monk. Soltanto nel primo album degli ELP furono utilizzate delle parti di brani di compositori classici senza che venissero citate le fonti; tutti gli album successivi citano regolarmente le fonti; quando richieste, le royalties sono sempre state pagate al compositore o all'editore in possesso dei diritti. Aaron Copland confessò di essere rimasto piuttosto perplesso dall'arrangiamento del brano Fanfare For the Common Man, in particolare per l'intermezzo strumentale in cui Emerson improvvisa con il synth Yamaha GX-1, ma ne approvò l'utilizzo; Alberto Ginastera viceversa, rimase impressionato dalla versione elettronica realizzata da Emerson del quarto movimento del suo Concerto N° 1 per piano e orchestra, contenuta nell'album Brain Salad Surgery col titolo Toccata, dichiarando che egli stesso l'avrebbe realizzata in quel modo. Il grande direttore d'orchestra Leonard Bernstein chiese addirittura di bloccare la pubblicazione di un singolo negli Stati Uniti, dopo che ebbe ascoltato la versione a suo dire "sacrilega" del suo brano America dall'opera West Side Story.

### Con The Nice
- America (2nd Amendment), America da West Side Story di Leonard Bernstein, accreditata; Antonín Dvořák Sinfonia No. 9 Dal nuovo mondo, non accreditata.
- Rondo, da Blue Rondo à la Turk di Dave Brubeck, non accreditata; Rondo (69) live, Concerto italiano di Johann Sebastian Bach, terzo movimento, non accreditata.
- Diary of an Empty Day, Sinfonia Spagnola di Édouard Lalo, accreditata.
- Azrael Revisited, citazione del Preludio in Do minore di Sergei Rachmaninoff, non accreditato nelle prime edizioni; Lennie Tristano Turkish Mamb, non accreditata.
- Ars Longa Vita Brevis , concerto Brandeburghese n.3 di J. S. Bach, Allegro, accreditato.
- Intermezzo da Karelia Suite di Sibelius, accreditato.
- Sinfonia No. 6 in Si minore Patetica di Tchaikovsky, accreditata.
- Hang on to a Dream, da How Can We Hang On To A Dream? di Tim Hardin, accreditata; citazione di Summertime, da Porgy and Bess di George Gershwin. La versione del brano contenuta nell'album Elegy include una citazione dal boogie-woogie Honky Tonk Train Blues di Meade 'Lux' Lewis, poi reinciso integralmente da Emerson nel 1976.
- She Belongs to Me, di Bob Dylan, autore citato; frammenti di J. S .Bach (Preludio dalla Partita N.3 in Mi Maggiore per violino solo BWV 1006 e Preludio N.3 in Re Maggiore BWV 850 dal primo libro de Il clavicembalo ben temperato); citazione dalla colonna sonora de I Magnifici sette di Elmer Bernstein.
- Country Pie, di Bob Dylan, autore citato; parti del Concerto Brandeburghese n. 6 di J.S.Bach, autore citato.
- My Back Pages di Bob Dylan, autore citato.

### Con Emerson Lake & Palmer
- The Barbarian, basata sull'Allegro barbaro di Béla Bartók. L'autore non è citato nei crediti nella stampa del LP del 1970 su etichetta Island e compare successivamente nella ristampa del 1973 su etichetta Manticore.
- Knife Edge, basata sulla Sinfonietta di Leoš Janáček. L'autore non è citato nei crediti nella stampa del LP del 1970 su etichetta Island e compare successivamente nella ristampa del 1973 su etichetta Manticore. Il brano contiene anche un frammento da J. S. Bach: l'Allemanda dalla Suite Francese in Re minore BWV 812
- The Only Way (Hymn) da Tarkus contiene due citazioni, entrambe accreditate, da Bach: la Toccata in Fa Maggiore BWV 540 e il Preludio N° 6 in Re minore BWV 851 dal primo libro de Il clavicembalo ben temperato.
- Pictures at an Exhibition, di Modest Petrovič Musorgskij, autore citato.
- Blues Variations da Pictures at an Exhibition contiene, nell'assolo di organo Hammond, due omaggi ad Interplay di Bill Evans e a Weirdo di Miles Davis
- Hoedown, da Rodeo di Aaron Copland, autore citato. All'interno del brano Emerson cita anche Shortnin' Bread di James Whitcomb Riley.
- Durante l'esecuzione di Tarkus nel live Welcome Back my Friend, subito dopo Aquatarkus, Emerson si cimenta in una improvvisazione che trae spunto da The Minotaur di Dick Hyman.
- Jerusalem, di Charles Parry su testo di William Blake, autori citati.
- Toccata, dal Concerto n. 1 per pianoforte e orchestra di Alberto Ginastera, autore citato.
- Karn Evil 9 2nd Impression, contiene un omaggio a St. Thomas di Sonny Rollins.
- Fanfare for the Common Man, di Aaron Copland, autore citato.
- I Believe in Father Christmas di Greg Lake, inclusa nell'album Works volume 2: Emerson vi cita il tema di Troika, 4° movimento della suite Il tenente Kiže di Sergej Prokof'ev.
- Canario, dall'album Love Beach del 1978, è tratto dal concerto per chitarra e orchestra Fantasía para un gentilhombre di Joaquín Rodrigo, autore citato.
- Love at First Sight dalla suite Memoirs of an Officer and a Gentleman contenuta in Love Beach ha per introduzione le prime battute dello Studio op. 10 n. 1 in do maggiore di Fryderyk Chopin.
- Touch & Go dal disco Emerson, Lake & Powell: il tema di sintetizzatore è identico ad un tema presente nella canzone della tradizione folk inglese Lovely Joan, anche utilizzata in Fantasia on Greensleeves del compositore inglese Ralph Vaughan Williams nel brano Greensleeves/Tallis Fantasia.
- Mars, the Bringer of War: brano dalla suite The Planets di Gustav Holst, contenuto in Emerson, Lake and Powell; autore citato.
- Romeo and Juliet da Black Moon: Danza dei cavalieri da Romeo e Giulietta di Sergej Prokof'ev, autore citato.
- Il volo del calabrone da La fiaba dello zar Saltan di Nikolaj Rimskij-Korsakov, tema accennato durante il brano Rondo nei concerti degli anni novanta.
- O Fortuna dai Carmina Burana di Carl Orff, tema accennato durante Rondo nel tour del 1997.

### Da solista
- Taxi Ride, dalla colonna sonora di Inferno di Dario Argento (1980), è un rock strumentale che trae ispirazione dal coro Va, pensiero dal Nabucco di Giuseppe Verdi, autore non citato.
- Montagues and Capulets, dall'album Changing States del 1995, è una versione di Romeo and Juliet, da Prokof'ev, autore citato.

## Brani composti da Emerson (da solo o con il contributo di altri)
Già negli anni ’60 con i Nice Emerson compone musica cimentandosi in diversi stili musicali, che spaziano da canzoni pop rock come Flower King of Flies, The Thoughts of Emerlist Davjack, Happy Freuds a brani complessi comprendenti influenze trasversali (dal barocco al contemporaneo, dal jazz al folk) come For Example e Five Bridges Suite, anticipatori di quello che nel decennio successivo sarà conosciuto come genere progressive.
Negli anni settanta, accanto agli arrangiamenti di brani classici e alle ballate di Lake, un elemento decisivo degli album degli Emerson Lake & Palmer sono le composizioni con musica scritta da Emerson. Il suo approccio musicale rimane molto variegato: brani dall'impatto hard rock con venature jazz come Bitches Crystal, A Time and a Place, Living Sin, esempi di country o stride piano come Jeremy Bender, The Sheriff e Benny the Bouncer, pezzi strumentali avventurosi difficili da classificare in un genere, come The Three Fates, Tank, Abaddon's Bolero. Le composizioni più epiche, articolate e complesse come Tarkus, Trilogy, The Endless Enigma, Karn Evil 9, Pirates, Memoirs of an Officer and a Gentleman sono tutte scritte da Emerson. Come solista, il Concerto per pianoforte e orchestra pubblicato nell’album Works Vol. I (1977) apre una nuova stagione di composizioni realizzate con l’orchestra, che si svilupperanno nelle prime colonne sonore degli anni ’80.
Nei decenni successivi Emerson ha composto molti brani per pianoforte, come The Dreamer, And Then January, Outgoing Tide, Broken Bough, Soulscapes mostrando una vena intimista e crepuscolare, ribadita anche in brani orchestrali come Glorietta Pass e After All of This. Ritmiche funky e dance si possono trovare invece in diversi brani presenti nelle colonne sonore Murderock e Nighthawks, mentre in alcune tracce di Godzilla Final Wars i suoni e i ritmi sono quelli degli anni Duemila. Un ritorno alle sonorità visionarie e tumultuose del progressive è costituito dall'album registrato a nome della Keith Emerson Band, che contiene la lunga suite The House Of Ocean Born Mary scritta a quattro mani con Marc Bonilla.
Di seguito una lista dei brani scritti dal tastierista.

### Con Keith Emerson Trio
- Winkle Picker Stamp (Emerson)
- 56 Blues (Emerson)

### Con The Nice
- Flower King of Flies (Emerson; testo: Jackson)
- The Thoughts of Emerlist Davjack (O'List, Emerson)
- Tantalising Maggie (Emerson; testo: Jackson)
- Dawn (Davison, Emerson, Jackson)
- The Cry of Eugene (O'List, Emerson, Jackson)
- The Diamond Hard Blue Apples Of The Moon (Emerson, O'List, Davison, Jackson)
- Daddy Where Did I Come From? (Emerson; testo: Jackson)
- Little Arabella (Emerson; testo: Jackson)
- Happy Freuds (Emerson; testo: Jackson)
- Ars Longa Vita Brevis: Prelude, 2nd Movement, 4th Movement e Coda (Emerson, O'List, Davison, Jackson)
- For Example (Emerson; testo: Jackson)
- The Five Bridges Suite: Fantasia, Chorale, High Level Fugue, Finale
- One of Those People (Emerson; testo: Jackson)

### Con Emerson Lake & Palmer/Emerson Lake & Powell/Three
- The Three Fates: Clotho, Lachesis, Atropos (Emerson)
- Tank (Emerson, Palmer)
- Rave Up (Emerson, Lake, Palmer)
- Tarkus: Eruption, Stones of Years, Iconoclast, Mass, Manticore, Aquatarkus (Emerson; testi: Lake)
- Jeremy Bender (Emerson; testo: Lake, Sinfield)
- Bitches Crystal (Emerson; testo: Lake)
- The Only Way/Infinite Space (Emerson, Bach; testo: Lake)
- A Time and a Place (Emerson, Lake, Palmer)
- The Old Castle (Emerson, Mussorgsky)
- Blues Variation (Emerson, Lake, Palmer)
- The Curse Of Baba Yaga (Emerson, Lake, Palmer)
- The Endless Enigma (Emerson; testo: Lake)
- The Sheriff (Emerson; testo: Lake)
- Trilogy (Emerson; testo: Lake)
- Living Sin (Emerson, Lake, Palmer)
- Abaddon's Bolero (Emerson)
- Benny the Bouncer (Emerson; testo: Lake)
- Karn Evil 9 1st, 2nd, 3rd Impression (Emerson; testi: Lake, Sinfield)
- Piano Concerto n.1: Allegro Giojoso, Andante Molto Cantabile, Toccata con Fuoco (Emerson)
- L.A.Nights (Emerson, Palmer)
- Pirates (Emerson; testo: Lake, Sinfield)
- Tiger in a Spotlight (Emerson, Lake, Palmer, Sinfield)
- When The Apple Blossoms Bloom In The Windmills Of Your Mind I'll Be Your Valentine (Emerson, Lake, Palmer)
- Brain Salad Surgery (Emerson, Lake, Sinfield)
- Barrelhouse Shake-Down (Emerson)
- So Far To Fall (Emerson; testo: Lake, Sinfield)
- The Gambler (Emerson, Lake, Sinfield)
- Memoirs Of An Officer And A Gentleman: Prologue / The Education Of A Gentleman, Love At First Sight, Letters From The Front, Honourable Company (A March) (Emerson; testo: Sinfield)
- Introductory Fanfare (Emerson)
- The Score (Emerson)
- Learning To Fly (Emerson; testo: Lake)
- The Miracle (Emerson; testo: Lake)
- Touch And Go (Emerson; testo: Lake)
- Love Blind (Emerson; testo: Lake)
- Step Aside (Emerson; testo: Lake)
- Lay Down Your Guns (Emerson; testo: Lake, Gould)
- Vacant Possession (Emerson; testo: Lake)
- Lover to Lover (Emerson, Berry, Palmer)
- Desde la Vida (Emerson, Berry, Palmer)
- On My Way Home (Emerson)
- Black Moon (Emerson, Lake, Palmer)
- Paper Blood (Emerson, Lake, Palmer)
- Farewell To Arms (Emerson; testo: Lake)
- Changing States (Emerson)
- Close To Home (Emerson)
- Better Days (Emerson; testo: Lake)
- A Blade of Grass (Emerson)
- Hand of Truth (Emerson; testo: Lake)
- One By One (Emerson, Lake, Olsen)
- Thin Line (Emerson, Wray, Olsen)
- Change (Emerson, Wray, Olsen)
- Street War (Emerson; testo: Lake)
- A Cajun Alley (Emerson)

### Da solista
- Inferno (colonna sonora): 15 brani (Emerson; testo per Mater Tenebrarum: Emerson/Salmon)
- Nighthawks (colonna sonora): 10 brani (Emerson; testo per Nighthawking: Mark Mueller)
- Salt Cay (Emerson)
- Green Ice (Emerson)
- Rum-a-ting (Emerson)
- Jesus Loves Me (Emerson)
- Harmagedon (colonna sonora): 6 brani (Emerson; testo per Children of the Light: Tony Allen)
- Murderock (colonna sonora): 11 brani (Emerson; testi per 3 brani: Doreen Chanter)
- Best Revenge (colonna sonora): 5 brani e 1 suite orchestrale
- My Name is Rain (Emerson; testo: Lorna Wright)
- Snowman's Land (Emerson)
- Captain Starship Christmas (Emerson; testo: Lorna Wright)
- Up The Elephant And Round The Castle (Emerson; testo: Jim Davidson)
- Empire of Delight (Emerson; testo: Peter Hammill)
- Airport Of Silence (Emerson, Tate; testo: Troy Tate)
- Last Ride Into The Sun (Emerson, Berry, Palmer)
- La Chiesa (colonna sonora): 3 brani (Emerson)
- Shelter from the Rain (Emerson, Bonilla, Gilbert)
- Another Frontier (Emerson)
- Ballade (Emerson)
- The Band Keeps Playing (Emerson, Bonilla, Gilbert)
- Interlude (Emerson)
- It Goes Without Saying (Emerson)
- Vagrant (Emerson)
- Solitudinous (Emerson)
- Broken Bough (Emerson)
- Outgoing Tide (Emerson)
- Roll'n Jelly (Emerson)
- B & W Blues (Emerson)
- For Kevin (Emerson)
- Hammer It Out (Emerson)
- Ballad For A Common Man (Emerson)
- Nilu's Dream (Emerson)
- Lament For Tony Stratton Smith (Emerson)
- And Then January (Emerson)
- Rio (Emerson)
- Soulscapes (Emerson)
- Asian Pear (Emerson)
- Motor Bikin' (Emerson)
- Katoh-San (Emerson)
- Star Strike Theme (Emerson)
- Iron Man (colonna sonora): 1 brano e 5 suites (Emerson)
- Godzilla Final Wars (colonna sonora): 13 brani (Emerson)
- Land of the Rising Sun (Emerson)
- New Orleans (Emerson)
- Middle of a Dream (Emerson, Bonilla, Hughes)
- The House Of Ocean Born Mary: Ignition, 1st Presence, Last Horizon, Crusaders Cross, Fugue, 2nd Presence, Blue Inferno, 3rd Presence, Prelude To A Hope (Emerson; 3 brani: Emerson, Bonilla)
- The Art of Falling Down (Emerson, Bonilla)
- Gametime (Emerson, Bonilla)
- One By One (Emerson, Berry)
- What You're Dreaming Now (Emerson, Berry)
- Somebody's Watching (Emerson, Berry)
- Your Mark On The World (Emerson, Berry)
- Sailors Horn Pipe (Emerson, Berry)
- Never (Emerson, Berry)
- Beyond The Stars (Emerson)
- Glorietta Pass (Emerson)
- After All Of This (Emerson)